# Farfak
Farfak – część miasta Łukowa, położona w jego północnej części, wzdłuż ulicy o tej samej nazwie, na południe od rzeki Krzny Północnej.